# This Week
This Week er et amerikansk tv-aktualitetsprogram, der havde premiere den 15. november 1981 på ABC. Det kører generelt på tredjeplads blandt talkshows søndag morgen bag Meet the Press og Face the Nation.